# Río Cholchol
El río Cholchol es un curso natural de agua de la Región de la Araucanía, Chile Sus aguas son navegables en su curso inferior por pequeñas embarcaciones. Astaburuaga llama a este río "Cholohol".

## Trayecto
El Cholchol nace en la confluencia de los ríos Lumaco y Quillén al este de la ciudad de Galvarino, al pie de la vertiente oriental de la cordillera de Nahuelbuta y fluye en dirección general sur, bordea la ciudad de Cholchol. Luego de tornar hacia el oeste vuelve hacia el sur, pasa por la ciudad de Nueva Imperial para confluir con el río Cautín y dar vida al río Imperial.
La cuenca del Imperial se desarrolla al occidente de la cuenca alta del Biobío, de la que se encuentra separada por una serie de cordilleras secundarias, no beneficiándose así de las más altas cumbres, sin embargo recibe los aportes de las cumbres nevadas de los volcanes Llaima y Tolhuaca.
Tiene un recorrido en general hacia el sur, recibiendo también aguas del Valle Central y la precordillera; drenando un área total de 6180 km², lo cual duplica el área drenada por el Cautín.

## Caudal y régimen
La hoya hidrográfica del río Cholchol, que incluye a sus principales afluentes Purén, Lumaco, Traiguén, Quino y Quillén, tiene un acentuado régimen pluvial, con altos caudales en los meses de invierno. En años lluviosos los mayores caudales ocurren entre junio y agosto, producto de importantes lluvias invernales. En años normales y secos los mayores caudales también se deben a aportes pluviales, presentándose entre junio y septiembre. El período de menores caudales se observa en el trimestre dado por los meses de enero, febrero y marzo.: 62 

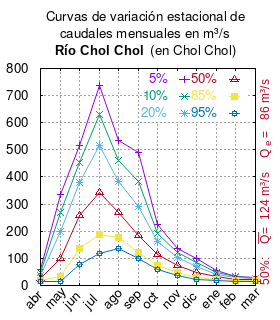
Curvas de variación estacional del río Cholchol en Cholchol.

El caudal del río (en un lugar fijo) varía en el tiempo, por lo que existen varias formas de representarlo. Una de ellas son las curvas de variación estacional que, tras largos periodos de mediciones, predicen estadísticamente el caudal mínimo que lleva el río con una probabilidad dada, llamada probabilidad de excedencia. La curva de color rojo ocre (con {\displaystyle {\color {Red}\vartriangle }}) muestra los caudales mensuales con probabilidad de excedencia de un 50 %. Esto quiere decir que ese mes se han medido igual cantidad de caudales mayores que caudales menores a esa cantidad. Eso es la mediana (estadística), que se denota Qe, de la serie de caudales de ese mes. La media (estadística) es el promedio matemático de los caudales de ese mes y se denota {\displaystyle {\overline {Q}}}.
Una vez calculados para cada mes, ambos valores son calculados para todo el año y pueden ser leídos en la columna vertical al lado derecho del diagrama. El significado de la probabilidad de excedencia del 5 % es que, estadísticamente, el caudal es mayor solo una vez cada 20 años, el de 10 % una vez cada 10 años, el de 20 % una vez cada 5 años, el de 85 % quince veces cada 16 años y la de 95 % diecisiete veces cada 18 años. Dicho de otra forma, el 5 % es el caudal de años extremadamente lluviosos, el 95 % es el caudal de años extremadamente secos. De la estación de las crecidas puede deducirse si el caudal depende de las lluvias (mayo-julio) o del derretimiento de las nieves (septiembre-enero).

## Historia
Francisco Solano Asta-Buruaga y Cienfuegos escribió en 1899 en su Diccionario Geográfico de la República de Chile sobre el río:
Cholohol (Río de).-—La última y más austral tirada del río Purén ó de Lumaco, desde su confluencia con el Colpi (38° 22' Lat. y 72° 55' Lon.) hasta su desembocadura en la margen norte del Cautín, al SO. de Nueva Imperial. Sus riberas son feraces, y su cauce en toda esta sección es navegable por embarcaciones menores.

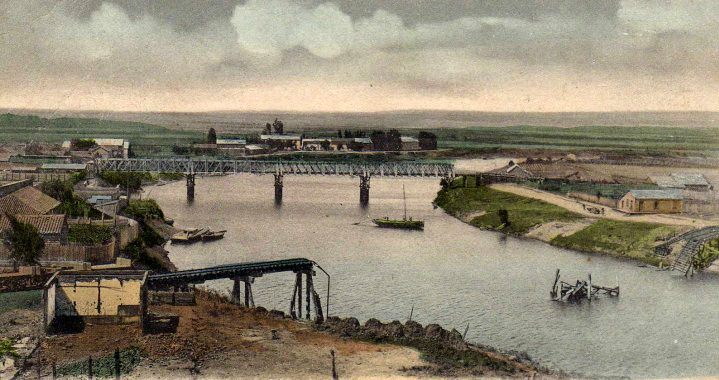
Vista del río Cholchol por Nueva Imperial en 1905, con los restos del puente colapsado y el nuevo construido.

El año 1902 se construyó un puente ferroviario para el ramal de Temuco a Carahue. Sin embargo su construcción fue tan deficiente que se derrumbó al momento de la primera prueba.